# Венгеловка
Венгеловка — посёлок в составе Приозёрного сельского поселения Палласовского района Волгоградской области.
Население — 536 (2010)

## История
Впервые посёлок Венгеловка упоминается в алфавитном списке населенных пунктов по районам Сталинградской области 1939 года. Населённый пункт относился к Эльтонскому району области. В 1950 году в связи с упразднением Эльтонского района передан в состав Палласовского района
Посёлок относился к Чапаевскому сельсовету. Решением исполкома Волгоградского облсовета от 18 марта 1969 года № 9/299 Чапаевский сельсовет был упразднен, его территория была передана в состав Эльтонского курортного поселкового Совета. В соответствии с решением исполнительного комитета Волгоградского областного Совета народных депутатов от 12 августа 1987 года № 19/368-п «Об изменении административно-территориального состава отдельных районов Волгоградской области» посёлок Венгеловка был передан из административного подчинения Эльтонского поселкового совета в состав Краснодеревенского сельсовета. Краснодеревенский сельсовет Палласовского района был переименован в Венгеловский сельсовет, административный центр Венгеловского сельсовета был перенесен из хутора Отгонный в посёлок Венгеловка. Первой главой Венгеловского сельского поселения стала Наумова Мария Ивановна. В 2019 году Венгеловское сельское поселение было упразднено. Посёлок Венгеловка вошёл в состав Приозёрного сельского поселения.

## Физико-географическая характеристика
Посёлок расположен в пределах Прикаспийской низменности, на высоте около 24 метров над уровнем моря. Западнее посёлка проходит Джаныбекская ветвь Палласовского канала. Почвы: солонцы луговатые (полугидроморфные)
У посёлка проходит автодорога Палласовка—Эльтон. Путь от посёлка до райцентра составляет 96 км, до областного центра города Волгограда по 18К-14 и 18Р-2 — 310 км. Ближайшая железнодорожная станция — станция Эльтон Приволжской железной дороги — расположена в одноимённом посёлке в 20 км к югу.
Климат
Климат континентальный (согласно классификации климатов Кёппена - Dfa)
Среднегодовая температура положительная и составляет +9,7 °C, средняя температура самого холодного месяца января -6,3 °C, самого жаркого месяца июля +26,0 °C. Многолетняя норма осадков — 301 мм. В течение года осадки распределены примерно равномерно: Самый сухой месяц Август 20 mm осадков. В Январь, количество осадков достигает своего пика, в среднем 34 mm..

## Население
Динамика численности населения по годам:
| 1987 | 2002 |
| ---- | ---- |
| ≈360 | 528  |

| 2010 |
| ---- |
| 536  |